# آسترید لودمل
آسترید لودمل (انگلیسی: Astrid Lødemel؛ زادهٔ ۹ دسامبر ۱۹۷۱) اسکی‌باز، و اسکی‌باز آلپاین اهل نروژ است.